# FULL MONTY
FULL MONTY （フル・モンティ）は福岡県久留米市出身のロックBANDである。
1998年12月25日結成。パンクサウンドやロックサウンドを基盤にスカやハードコア、ロックンロールまで融合させ、日本語でストレートな楽曲にバンドサウンドとブラスのサウンドを結合させた、パンク・ブラス・ロック・バンド。日本国内から海外まで幅広くライブ活動を精力的におこなう。

## メンバー

### 現メンバー/2019年3月復活時
- KEiTARO（10月8日 - ）ボーカル･ギター
- NAOKI（6月2日 - ）ギター･ボーカル
- KUNIAKI（7月8日 - ）ベース･ボーカル
- HIRAI（9月18日 - ）ドラム
- RyuTARO（2月11日 - ）トロンボーン･ボーカル
- KAZUYA テナーサックス･ボーカル
- HIROKI（5月9日 - ）ドラム

### 元メンバー
- HIRAI ドラム 2005年脱退
- HIRO ドラム 2007年脱退
- RyuTARO トロンボーン･ボーカル 2009年脱退
- KAZUYA テナーサックス･ボーカル 2010年脱退
- ZAxBU トランペット･ボーカル 2011年脱退
- NAOKI ギター･ボーカル 2013年脱退
- KUNIAKI ベース･ボーカル 2013年脱退
- TAMI トランペット 2015年脱退

### サポートメンバー
- HIROKI ドラム
- KAITA【ONE'S TRUTH】 ドラム
- TAKUMA【ロマンス&バカンス】 ベース
- YOSHIKO【ex.MEGA STOPPER】 トロンボーン
- Youki Yano【gimcracks】 テナーサックス
- MAI【THE REDEMPTION】 トランペット
- ACK-BEAR【OTOGUMI'】 トロンボーン
- CHAN-Keng【videobrother】 トランペット
- 徳ダ【ALOHA BANANA】 トロンボーン
- じゅんや【FATE FRICTION】 トランペット
- ゆーじ【FATE FRICTION】 トロンボーン

## 略歴
- 1998年

12月25日
FULL MONTY結成。
LIVEと同時に、限定100本のデモテープをLIVE会場限定で無料配付。即終了。
福岡県久留米市を拠点に活動開始をする。
月に６～７本のペースで九州各地でライブ活動を始める。
- 1999年

5月7日
自主製作デモCD『From My Way』限定1000枚をライブ会場のみで無料配付開始。
10月10日
自主製作の1st CD-R『STEP UP!!』発売。
- 2000年

2月19日
初の全国ツアー『Island-step-Tour!!』スタート。
6月14日
レコ発ツアー『From now Tour』スタート。
6月21日
Wild Seven Recordsから1st Maxi Single『From now』発売。
テレビ朝日系『極楽とんぼのとび蹴りゴッデス』のテーマ曲になる。
10月25日
同レーベルから、2nd Maxi Single『CODE-C Toy's』発売。
テレビ朝日系『ひざくりげ』のテーマ曲になる。
11月2日
レコ発ツア－『CHEAP-ROAD-TOUR』スタート。
- 2001年

3月23日
BMG FUNHOUSEから、1st ALBUM『Birthplace』発売。
4月1日
レコ発ツアー『TOUR-be born』 スタート。
8月1日
『TOUR SUMMER CARNIVAL』スタート。
Albumの『TOUR-be-born』で回らなかった各地をツアーで回る。
9月11日
全国の様々なバンドとの『カップリングツアー』スタート。
MUSHA x KUSHA・SMASH RAID・ゆーこときカズ・マッスルドッキング・THC TANK・コンコンジャンプ 計6バンドとカップリング。
- 2002年

1月
活動拠点を福岡県久留米市から東京に移す。
2月27日
Wild Seven Recordsから2nd Album『BRUTE!!!』を発売。
3月27日
レコ発ツアー『TOUR-BRUTE!!!』を開始。全国47都道府県を回る。
10月23日
PIONEER LDCからメジャーデビュー。
3rd Maxi Single『All time happy people』発売。
11月27日
PIONEER LDCから3rd Album『FULLMONTY』発売。
レコ発ツアー『Lee Lee Lee』をスタート。
- 2003年

1月
VA『極』のレコーディングを河口湖スタジオにて開始。
出演バンド全16バンドを1つのスタジオに集めての前代未聞のレコーディング。
5月14日
FULL MONTY PRESENTS EVENT『極』のコンピレーション発売。
VA『極』バトル,1を新曲録り下ろし、バトル,2をセルフカバーを収録、PIONEER LDCから2枚同時発売。
5月13日
『極』レコ発ツアースタート。
5月28日
PIONEER LDC からMaxi Single『STEP BY STEP』発売。
テレビ朝日系列『ぷらちなロンドンブーツ↑』のエンディングテーマ曲になる。
6月25日
PIONEER LDC から4th Maxi Single『AKARI』発売。
テレビ神奈川『第85回全国高等学校野球選手権神奈川大会』のテーマ曲になる。
7月9日
ワーナーミュージックジャパン『パンクロック・バトルロイヤル / ヘッドロックナイト・コンピレーション』に 『Starting with ZERO』で参加。
7月10日
コンポジラ『GREEN DAYトリビュート』に参加。
7月24日
PIONEER LDC から4th Album『WEST POINT』発売。
8月2日
レコ発ツアー『Stompin' at The WEST POINT』スタート。
8月21日
映画『天使の牙』公開。ライブシーンに登場。映画『天使の牙』サウンドトラックに『M』収録。
9月から翌年1月
毎月2マンイベント、FULL MONTY presents『KNOCK OUT NIGHT』を東京 新宿 MARZにて開催。
9月19日
FULL MONTY presents『KNOCK OUT NIGHT round.1』開催。VS THE PAN
10月24日
FULL MONTY presents『KNOCK OUT NIGHT round.2』開催。VS Bivattchee
11月21日
FULL MONTY presents『KNOCK OUT NIGHT round.3』開催。VS 10-FEET
12月1日～17日
5th Album レコーディングの為、初の海外レコーディング。
アメリカ ロサンゼルス スタッグストリートでのレコーディング。
12月19日
FULL MONTY presents『KNOCK OUT NIGHT round.4』開催。VS SHACHI
- 2004年

1月23日
FULL MONTY presents『KNOCK OUT NIGHT round.5』開催。VS ジャパハリネット
3月17日
GENEONから5th Album『WILL』を発売。
4月6日
レコ発ツアー『ONE'S WILL TOUR-2004』スタート。
10月29日
FULL MONTY 自主レーベル『GATE』から、6th Maxi Single『足を鳴らせ』を発売。
同日からレコ発ツアー『GB STOMPY-CIRCUIT』開始。
- 2005年

2月9日
GENEONから6th Album『PxBxR』を発売。
2月18日
FULL MONTY PRESENTS EVENT『極』Vol,30を皮切りに、レコ発ツアー『Around The PxBxR』スタート。
3月17日
東京 高田馬場CLUB PHASEのライブを最後に、Dr HIRAIが脱退。
翌日からサポートメンバーとして、HIROが参加。
4月1日
サポートメンバーとして参加して来たHIROが、2005年4月1日をもって、正式メンバーとなる。
- 2006年

7月
Gt.voにNAOKI、T Sax.voにKAZUYAが加入。以後7人編成での活動を開始する。
8月30日
PICTUSから1st Mini Album『Jammin Tracks』を発売。
9月9日
レコ発ツアー『Jammin Tracks Party A Go! Go!』スタート。
- 2007年

4月28日
5月11日全国発売のDVD&Mini Album『GOLDEN FILMS Vol,1』のレコ発ツアーを先行で開始。
同時にDVD&Mini Album『GOLDEN FILMS Vol,1』をライブ会場で先行発売する。
レコ発ツアー『GOLD RUSH HOUR Season：1』スタート。
5月11日
自主レーベルSPOT-125からDVD&Mini Album『GOLDEN FILMS Vol,1』を発売。
5月26日
レコ発ツアー『GOLD RUSH HOUR Season：2』スタート。
6月
Dr HIROが諸事情により脱退。
以後、ドラムサポートメンバーで活動を続ける。
7月24日
レコ発ツアー『GOLD RUSH HOUR Season：3』スタート。
9月14日〜9月16日
レコ発ツアー『GOLD RUSH HOUR Season：3』にて初の海外韓国ツアー。
韓国 ソウル・デグ・プサンの3カ所をHOOLIGAN（韓国）PIA（韓国）などと共演しツアー共にを回る。
10月12日
レコ発ツアー『GOLD RUSH HOUR Season：4』スタート。
同時にライブ会場&OFFICIAL WEB SHOP限定発売で3rd Mini Album『ReViVe!?』を発売。
- 2008年

2月
HIROKIがサポート・ドラマーとして参加加入。
3月19日
ガンジンルーとのスプリットCD『激突』をMAD MAGAZINE RECORDSから発売。
3月21日
レコ発ツアー『激突 2008 TOUR』スタート。
8月
無料配布デモ・シングル『HONEY & to Frineds』をライブハウス限定で配布開始。
全国各地で配布ツアーをおこなう。
9月7日
結成以来、通算1000本目のライブを東京 麻布 WAREHOUSE702でおこなう。
12月25日
FULL MONTY 結成10周年を迎える。
同時に10周年記念ベスト・アルバム『10 CARAT』をGENEONから発売。
- 2009年

1月30日
10周年記念ベスト・アルバム『10 CARAT』のレコ発ツアー『TOUR 10th ANNIVERSARY - STRIKE!』スタート。
3月15日
レコ発ツアー『TOUR 10th ANNIVERSARY - STRIKE!』ファイナルを東京 渋谷 CHELSEA HOTELでワンマン・ショーでおこなう。
4月13日
The Masckshow トリビュートCD『マックショウに捧ぐ〜永久未成年の詩・第一集』が発売。
日本を代表するロックンロール・バンド『THE MACKSHOW』のトリビュート・アルバムに参加。
The Masckshowの楽曲の中でも名曲中の代表曲『グリース・ミー』にて参加。
4月26日
結成10周年を記念して、出身地の福岡県久留米市の野外会場にて、FULL MONTY PRESENTS EVENTS『極 - Outdoor Special』を開催。
GOOD 4 NOTHING、SHACHI、SABOTEN、CLUTCHO等をゲストに、地元バンドや九州のバンドが集まり、ダブルステージ、スケートあり、DJありと、 今まで久留米に無い野外イベントを成功させる。
12月4日
2009年末で脱退が決まったRyuTAROの在籍最後のミニ・アルバム『Time Filled』が発売。
FULL MONTY渾身のミニ・アルバムはライブハウス&オンラインショップ限定で発売開始。
12月4日〜5日
結成10周年として全国を駆け巡ってきたFULL MONTY。
10周年のグランドフィナーレなイベントで『極 - grande』のイベントを開催。
東京 高田馬場 CLUB PHASEにてFULL MONTY初の2デイズでの開催。
12月26日
愛知 安城 夢希望 RADIO CLUBでのイベントでRyuTAROが脱退。
RyuTARO、10年間のFULL MONTYでの活動に終止符を打つ。
- 2010年

4月9日
DVD『GOLDEN FILMS Vol,2』をSPOT-125からリリース。
同日からレコ発ツアーも開始。
5月21〜23日
YOUTH26と東北地方をカップリングツアー。
12月10日
FULL MONTY PRESENTS EVENT『極』Vol,52をもってT SaxのKAZUYAが脱退。
- 2011年

2月3日
無料配布の為のデモ音源のレコーディングを群馬県藤岡のstudio BOOGIEにて開始。
4月
Tp ZAxBUが急遽脱退。
以後、サポートメンバーをむかえての活動を開始する。
4月〜5月
「Tiny Shine」や「Keep on running」の2曲入り「DEMO-TAKE FREE 11」を無料配布。
10月7日
東京 渋谷 CLUB CRAWLにて、約2年ぶりのワンマン・ショーをおこなう。
- 2012年

7月
サポートメンバーをむかえ全国的にライブ活動する中、TpとしてサポートしてきたTamicoがFULL MONTYの正式メンバーとして加入する。
- 2013年

10月26日
東京 恵比寿 club aimで開催のFULL MONTY presents Event「極 - FINAL」にて、Ba : KUNIAKIとGt : NAOKIがFULL MONTYを脱退。
KEiTAROとFULL MONTY結成から15年共に歩んできた唯一のオリジナルメンバーKUNIAKI、2006年から加入し7年間と言う月日を共にしてきたNAOKIが、この日をもってFULL MONTYを脱退する事となる。
同日のイベントにて、新曲「びしょ濡れになって」の新曲を含む、イベント出演バンドが全バンド参加したコンピレーション・アルバム「極 - Final Compilation」をご来場者へ限定無料配布する。
- 2014年

8月23日
東京 渋谷 TSUTAYA O-WESTでのイベント『希望の日～a day of hope 2014～』のライブ中に、KEiTAROが突然のFULL MONTY解散宣言。
12月26日
FULL MONTY最後の音源『all in here. all for today.』全5曲入りが発売
同時にFULL MONTY最後のツアーとなるFULL MONTY LAST LIVE TOUR【STEP to the UPSHOT】スタート。
ツアーはVo.gt : KEiTARO、Ba.vo : TAKUMA、Dr : KAITA、Tb : YOSHIKO、T Sax : YANO、Tp : MAIと言うメンバー編成で遂行する。
- 2015年

1月26日
結成から17年、FULL MONTY解散。
FULL MONTY LAST LIVE TOUR【STEP to the UPSHOT】と題し、
・12月26日(金) 東京 渋谷 CLUB CRAWL
・1月16日（金）大阪 長堀橋 WAXX
・1月17日（土）愛媛 松山 SALON KITTY
・1月18日（日）福岡 久留米 GEILS
・1月24日（土）東京 恵比寿 club aim
FULL MONTY Last 2Days Event「The Last Supper - oneman」
・1月25日（日）東京 恵比寿 club aim
FULL MONTY Last 2Days Event「The Last Supper - event」
以上のライブを最後に解散。
久留米でのイベントや、恵比寿でのワンマン、イベントには初期メンバーなども登場し、FULL MONTYの最後を締めくくった。
4月11日
長年FULL MONTYのトランペットとして共に活動してまいりましたZAxBUが、かねて病気療養中のところ4月11日18時38分永眠。（享年35才）
11月20日
ZAxBUの追悼イベント「ZAxBU R.I.P Memorial Event」にてFULL MONTYが追悼イベント限りで復活。
Vo.gt : KEiTARO、Gt.vo : NAOKI、Dr : HIRAI、Tb.vo : RyuTAROに加え、BaにマッスルドッキングのKENTA、T Saxにcubetoneの矢野 佑樹、TpにONE TIME BRASS BANDやvideobrotherなどのTp:チャンケンと言うメンバー編成で追悼ライブを遂行する。
・11月20日(金) 東京 下北沢 CLUB Que
ZAxBU R.I.P Memorial Event in Shimokitazawa
出演 / THE COLTS, FULL MONTY,
・11月21日(土) 東京 恵比寿 club aim
ZAxBU R.I.P Memorial Event in Ebisu
出演 / THE BREMEN$, The CHAPLIN$, TEAM VERYS, CULT OF PERSONALITY, SHACHI, UNSCANDAL, FULL MONTY,
・11月22日(日) 福岡 小倉 WOW
ZAxBU R.I.P Memorial Event in Kokura
出演 / ゆーこときカズ, ガンジンルー, KIDS ART, The トリコロール, 511, 1Pint treato The Kilkenny, KEiTARO & RYO, DJ マムシブラザーズ,(KEiTAROがRYOとのアコースティック出演となり、FULL MONTYの出演はありません。)
・11月23日(月・祝) 福岡 久留米 GEILS
ZAxBU R.I.P Memorial Event in Kurume
出演 / KOZZY IWAKAWA & TOMMY KANDA (THE COLTS&The Mackshow), マッスルドッキング, THE DOMINO, SUGAR HILL, DISCRUNCH, FULL MONTY, DJ マムシブラザーズ, DJ $HIN¥A,
ZAxBUが生前に、東日本大震災の影響で叶う事の無かったTHE COLTSとの2マンを当時開催予定だった下北沢 CLUB Queで、そしてZAxBUがFULL MONTYとして最後にあがったステージ恵比寿 club aimで再び、またZAxBUに縁のあったバンドが各地から集まり、地元福岡・久留米でも追悼イベントを開催。
追悼イベント開催中にフリーダウンロード音源『All by myself、Alright、Are you ready』の3曲を配信。

以後、またFULL MONTYは活動を休止、解散する。
- 2016年

7月20日
肺ガンで闘病中の新宿ACB店長を支援するプロジェクト「ONE FOR PiNE」のコンピレーションアルバム『VA ONE FOR PiNE』にFULL MONTYが『All by myself』で参加。
- 2017年

4月8日、4月9日
肺ガンで闘病中の新宿ACB店長を支援するプロジェクト「ONE FOR PiNE」のチャリティーイベント『ONE FOR PiNE』と、亡きオリジナルメンバーを偲ぶ『ZAxBU三回忌追悼イベント』の2日間のみ、FULL MONTYが約1年半ぶりに復活。
Vo.gt : KEiTARO、Gt.vo : NAOKI、Ba.vo : KUNIAKI、Dr : HIRAI、Tb : RyuTARO、T Sax : YANO、Tp : ChanKengと言うメンバー編成で、チャリティーイベントと追悼ライブを遂行する。
・4月8日(土) 東京 新宿 ACB
出演 / FULL MONTY, Jr.MONSTER, THE リマインズ, THE MEANS, GREST, LOSTBOY, SPLASH, SPREAD, PINES,
・4月9日(日) 東京 池袋 KINGSX TOKYO
出演 / FULL MONTY, Nutty Western's, エスキモーズ, MUSHAxKUSHA, シビレルレコーズ (スズーキ＆kozzz fromUNSCANDAL), The トリコロール, TEAM VERYS, マッスルドッキング, noTOKYO, PET, DJ 4, THE RODEOS,
- 2019年

3月30日、3月31日
前回ZAxBUの追悼イベント、ONE FOR PiNEのチャリティーイベントでの復活から約2年。FULL MONTYが大分と地元久留米で2日間のみの復活。
大分は「トップスの坪井を語り出した30年」をお祝いして、久留米はFULL MONTY Gt:NAOKIが地元でオープンさせたライブハウス「久留米 ウエポン」のオープンをお祝いして、FULL MONTYのイベント「極-KIWAMI」を復活させ大分と久留米の2デイズで開催。
Vo.gt : KEiTARO、Gt.vo : NAOKI、Ba.vo : KUNIAKI、Dr : HIRAI(久留米)、Dr : HIROKI(大分)、Tb : RyuTARO、T Sax : KAZUYAと初期から歴代のメンバーに加え、サポートメンバーとしてFATE FRICTIONのTp : じゅんやとTbゆーじが加わるメンバー編成でライブを遂行予定。

## DISCOGRAPHY

### SINGLE
- From now（2000年6月21日）
- CODE→「C」Toy's（2000年10月25日）
- All Time Happy People（2002年10月23日）
- STEP BY STEP（2003年5月28日）
- AKARI（2003年6月25日）
- 足を鳴らせ（2006年）
- all in here. all for today.（2014年）

### ALBUM
- Birthplace（2001年3月23日）
- BRUTE!!!（2002年2月27日）
- FULL MONTY（2002年11月27日）
- WEST POINT（2003年7月24日）
- WILL（2004年3月17日）
- P×B×R（2005年2月9日）
- Jammin Tracks（2006年8月30日）ミニアルバム
- GOLDEN FILMS Vol,1（2007年5月11日）ミニアルバム＋DVD
- ReViVe!?（2007年10月12日）ミニアルバム
- 10 CARAT ～1998 - 2008～（2008年12月25日）FULL MONTYとなるベストアルバム
- Time Filled（2009年12月4日）ミニアルバム

### DVD
- ヘッドロックナイトDVD（2005年6月15日）V.A DVD（1曲参加）
- GOLDEN FILMS Vol,1（2007年5月11日）ミニアルバム＋DVD
- GOLDEN FILMS Vol,2（2010年4月9日）

### V.A / SPRIT
- Tribute to OPERATION IVY（2002年7月3日）
- 極 Battle,01（2003年5月14日）
- 極 Battle,02（2003年5月14日）
- GREEN DAYS / GREEN DAY tribute album（2003年7月10日）
- パンクロック・バトルロワイヤル（2003年7月9日）
- パンクロック・バトルロワイヤル2（2003年7月9日）
- MIND OF CORE NIGHT（2004年8月25日）
- Listen to music（2006年7月19日）
- 激突 -PUMP IT UP!!-（2008年3月19日）
- マックショウに捧ぐ〜永久未成年の詩・第一集（2009年4月13日）
- VA ONE FOR PiNE（2016年7月21日）

### Other
- 森口博子 featured FULL MONTY「福岡ダイエーホークス いざゆけ若鷹軍団」（2003年3月26日）